# Пенсильвания-авеню, 1600
«Пенсильва́ния-авеню́, 1600», или «Вашингтонские байки» (англ. 1600 Penn) — американский комедийный телесериал, рассказывающий о семье президента США, проживающей в Белом доме. Главные роли в сериале исполнят Билл Пуллман и Дженна Эльфман. Пилотный эпизод был показан на канале NBC 17 декабря 2012 года в 21:30 по северо-восточному американскому времени, а официальная премьера состоялась 10 января 2013 года, четверг, в 21:30.
9 мая 2013 года канал закрыл сериал после одного сезона.

## Сюжет
Сериал рассказывает о том, что происходит, когда старший безответственный сын возвращается к своей семье и становится для родных не только самой большой обузой, но и единственной связующей нитью. Также описываются различные комедийные стороны жизни этой нестандартной семьи американского президента, живущей в Белом доме по адресу «Пенсильвания-авеню, 1600».

## В ролях

### Основной состав
- Джош Гад — Стэндрич «Скип» Гилкрист мл., старший сын президента США.
- Дженна Эльфман — Эмили Нэш-Гилкрист, вторая жена президента.
- Марта Макайзек — Бекка Гилкрист, старшая дочь президента.
- Андре Холланд — Маршалл Мэллой, пресс-секретарь Белого дома.
- Амара Миллер — Мэриголд Гилкрист, младшая дочь президента.
- Бенджамин Стокхэм — Ксандер Гилкрист, младший сын президента.
- Билл Пуллман — Стэндрич Дэйл Гилкрист, президент США. Вдовец, бывший морской пехотинец, конгрессмен и губернатор Невады[4][5].

### Второстепенный состав
- Робби Амелл — Д.Б., отец ребёнка Бекки.

## Производство

### История создания
24 октября 2011 года телеканал NBC заказал студии «20th Century Fox Television» съёмки пилотного эпизода комедийного телесериала о жизни президентской семьи в Белом доме, сценарий к которому написали Джон Ловетт, бывший спичрайтер президента Барака Обамы и Джош Гад. Также они оба были заявлены как исполнительные продюсеры и авторы сериала, совместно с Джейсоном Уинером, занявшим место режиссёра. Съёмки пилотного эпизода проходили в Лос-Анджелесе с 9 по 16 апреля. 1 мая сериал вошёл в шортлист телеканала NBC как наиболее вероятный кандидат на включение в сетку телевещания на 2012—2013 телесезон, а 7 мая телеканал официально заказал сезон сериала, премьеру которого запланировали в середине 2012—2013 телесезона. 14 мая к съёмочной команде присоединился Майк Ройсв качестве исполнительного продюсера и шоураннера. 30 октября телеканал объявил дату официальной премьеры сериала — 10 января в 21:30. Таким образом, «Пенсильвания-авеню, 1600» будет выходить по четвергам в 21:30 на телеканале NBC. 9 ноября стало известно, что перед официальной премьерой 10 января пилотный эпизод покажут 17 декабря в 21:30, сразу после финального выпуска сезона телешоу «Голос».

### Кастинг
3 февраля 2012 года Джош Гад согласился сыграть роль старшего сына, а 24 февраля стало известно, что Бриттани Сноу сыграет роль его младшей сестры Бекки, помогающей растить своих братьев и сестёр, а Билл Пуллман исполнит роль президента Гикриста. 2 марта Андре Холланд присоединился к основному актёрскому составу, чтобы сыграть роль пресс-секретаря Белого дома Маршалла Мэллоя, а 7 марта было объявлено, что Амара Миллер исполнит роль Мэриголд, 13-летней дочери президента, одной из двух близнецов. Дженна Эльфман присоединилась к основному составу 14 марта, согласившись сыграть роль первой леди и мачехи четверых детей президента. 29 марта к актёрскому ансамблю присоединился второй близнец из пары младших детей президентской четы, Ксандер, — на его роль был утверждён Бенджамин Стокхэм. 4 апреля стало известно, что роль Бекки, на которую ранее была утверждена Бриттани Сноу, исполнит Марта Макайзек, поскольку продюсеры решили, что по внешности на эту роль лучше подходит более молодая Макайзек. 11 сентября стало известно, что Стейси Кич примет участие в съёмках в качестве приглашённой звезды и сыграет сенатора.

## Эпизоды
| №  | Название                                                                        | Режиссёр            | Автор сценария                                                           | Дата премьеры   | Произв. код | Зрители в США (млн) |
| -- | ------------------------------------------------------------------------------- | ------------------- | ------------------------------------------------------------------------ | --------------- | ----------- | ------------------- |
| 1  | «Putting Out Fires» «Тушение пожаров»                                           | Джейсон Уинер       | Телесценарий: Джон Ловетт История: Джош Гад, Джон Ловетт и Джейсон Уинер | 17 декабря 2012 | 1AVZ79      | 6,88                |
| 2  | «The Skiplantic Ocean» «Скиплантический океан»                                  | Джейсон Уинер       | Майк Ройс                                                                | 10 января 2013  | 1AVZ01      | 3,86                |
| 3  | «So You Don't Want to Dance» «Так ты не хочешь танцевать»                       | Джейсон Уинер       | Джо Порт и Джо Уайзман                                                   | 17 января 2013  | 1AVZ02      | 3,04                |
| 4  | «Meet the Parent» «Встреча с родителем»                                         | Джейсон Уинер       | Питер А. Найт                                                            | 24 января 2013  | 1AVZ04      | 3,28                |
| 5  | «Frosting Nixon» «Заморозка Никсона»                                            | Дженнифер Гетцингер | Санджай Шах                                                              | 7 февраля 2013  | 1AVZ03      | 2,60                |
| 6  | «Skip the Tour» «Скип в туре»                                                   | Джейсон Уинер       | Лаура Гатин-Петерсон                                                     | 21 февраля 2013 | 1AVZ06      | 2,34                |
| 7  | «To the Ranch» «На ранчо»                                                       | Кен Уиттингэм       | Бриджет Бедард                                                           | 28 февраля 2013 | 1AVZ05      | 2,20                |
| 8  | «Live From the Lincoln Bedroom» «Прямой эфир из спальни Линкольна»              | Джейсон Уинер       | Райан Раддац                                                             | 7 марта 2013    | 1AVZ08      | 2,10                |
| 9  | «Game Theory» «Теория игры»                                                     | Джейсон Уинер       | Дэн Гернандец и Бенджи Самит                                             | 14 марта 2013   | 1AVZ07      | 2,23                |
| 10 | «The Short Happy Life of Reba Cadbury» «Счастливая короткая жизнь Ребы Кадбери» | Дэвид Гроссман      | Джо Порт и Джо Уайзман                                                   | 21 марта 2013   | 1AVZ11      | 2,49                |
| 11 | «Dinner, Bath, Puzzle» «Ужин, ванна, пазл»                                      | Гэйл Манкусо        | Джон Ловетт и Санджай Шах                                                | 21 марта 2013   | 1AVZ09      | 2,32                |
| 12 | «Bursting the Bubble» «Лопая пузырь»                                            | Джейсон Уинер       | Питер А. Найт и Лаура Гатин-Петерсон                                     | 28 марта 2013   | 1AVZ10      | 1,92                |
| 13 | «Marry Me, Baby» «Выходи за меня, детка»                                        | Джейсон Уинер       | Джон Ловетт и Майк Ройс                                                  | 28 марта 2013   | 1AVZ12      | 1,91                |